# Stagno di Koseze
Lo stagno di Koseze (in sloveno Koseški bajer) è un laghetto artificiale nei pressi di Lubiana, la capitale della Slovenia. È situato tra la collina di Šiška ad ovest e il quartiere di Mostec ad est ed è compreso nel parco paesaggistico di Tivoli, Rožnik e collina di Šiška (Krajinski park Tivoli, Rožnik in Šišenski hrib). Lo stagno prende il nome dal vicino quartiere Koseze situato nel distretto di Šiška. Nelle vicinanze si trova il sentiero delle rimembranze e della solidarietà.

## Geografia
Lo stagno ha una superficie di 3,8 ettari e una profondità massima di 2-3 metri. È alimentato dal torrente Mostec. È stato creato dopo la chiusura di una vecchia cava di argilla. Il lago è attualmente utilizzato come area ricreativa dai residenti locali. In estate viene usato per la corsa radiocomandata di modellini di barche e per la pesca. Il nuoto è vietato a causa della scarsa qualità dell'acqua. Nel periodo invernale, quando il lago risulta essere ghiacciato, viene utilizzato per il pattinaggio.

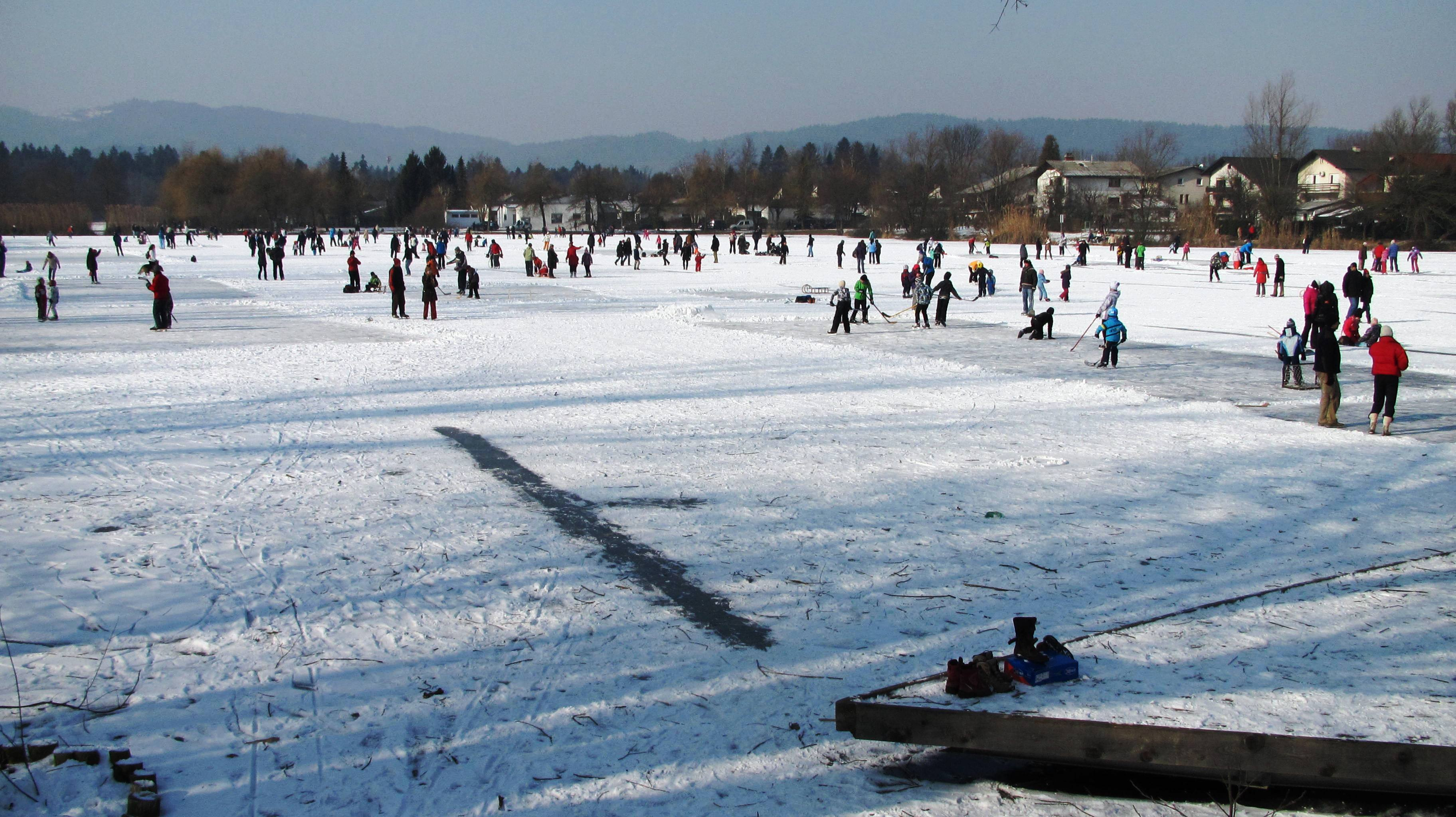
Il lago in inverno